# オットー・ノイラート
オットー・ノイラート（ドイツ語: Otto Neurath, 1882年12月10日 - 1945年12月22日）は、オーストリア出身の科学哲学者、社会学者、政治経済学者。ユダヤ人。ナチスの迫害でイギリス亡命を余儀なくされるまで、ウィーン学団を先導し、物理主義の創始者となった。

## 生涯
ウィーン大学で数学を学び、ベルリン大学で博士号を取得。1907年にアンナ・シャピレ（Anna Schapire）と結婚。1911年にアンナを出産が原因で亡くしてから、以前から親しかった数学者、哲学者オルガ・ハーンと再婚した。オルガが盲目のためか、そしてまた戦争の勃発のため、息子のパウル・ノイラート（Paul Neurath、社会学者）はウィーン外のノイラートの母がいる孤児院に送られたが、9歳のときに戻ってきてオットー・ノイラートとオルガと共に暮らした。
ノイラートは戦前はバルカン戦争における経済の研究で知られ、第一次世界大戦中の1916年、オーストリア・ハンガリー帝国戦争省で戦争経済学の第一人者となり、ハイデルベルク大学でも戦時経済の講義を持つ。1918年からはライプツィヒでドイツ戦争経済博物館(Deutsches Kriegswirtschaftsmuseum)の館長になる。戦後はバイエルン州とザクセン州のマルクス主義政府で貨幣によらない物々交換による中央計画経済を熱心に推進し、この主張はルートヴィヒ・フォン・ミーゼスから注目され、経済計算論争を始めることになる。ドイツ中央政府によって戦後のマルクス主義反乱が鎮圧されると、ノイラートも逮捕され反逆罪で告訴されたが、政権とは無縁だったことが明らかとなると釈放された。
ウィーンに戻ってから彼が始めたプロジェクトがやがて、教育を受けていないウィーンの大衆に複雑な社会経済の事実を伝えることを意図した「社会経済博物館」に発展することになった。このプロジェクトを通じて彼は、グラフィックデザインと視覚教育の研究へと向かうようになった。イラストレーターのゲルト・アルンツ（Gerd Arntz）やマリー・ライデマイスター（Marie Reidemeister. 後にノイラートと結婚し、マリー・ノイラートとなる）の協力を得てノイラートはアイソタイプを発明した。これは視認性の高いアイコンによって定量的な情報を記号的に一目で理解させようとするものであり、のちにエドワード・タフト（Edward Rolf Tufte）が喧伝するようになる種類の、定量的情報を表示する視覚的方法でもあった（関係するアイデアは、バックミンスター・フラーやハワード・T・オダム（Howard T. Odum）の仕事にも見出せる）。ノイラートが仲間たちと共にデザインした記号は、読み書きのできない人々や専門家でない人々でも社会変化や不公平を理解できる一助として、さまざまな国の人口統計と社会統計をその量に応じて表現し、19世紀から20世紀初頭にかけてのこうした統計に見られる変化を図解してくれるようなものであった。この仕事は地図学やグラフィックデザインに大きな影響を与えた。彼が各地の博物館で行った革新的な仕事や、マリー・ライデマイスターの役割であったデータと統計を視覚的な形状へと変化させる「トランスフォーマー」（transformer）という概念は、博物館や展示会の実際的な活動に影響力を持った。
1920年代を通してノイラートは論理実証主義に傾倒し、ウィーン学団宣言の主要著者となった。彼は、検証原理と「プロトコル命題」について執筆した。ウィーン学団「左派」の一員として、ノイラートは形而上学と認識論をともに拒絶し、マルクス主義とは科学の典型であり、科学とは社会変化のための手段であるとみなした。
論理実証主義の目標の一つであった「統一科学」の運動や『統一科学の国際百科全書』の刊行はノイラートを背後の駆動力として展開された。もちろん『統一科学百科全書』という題名はフランス18世紀の『百科全書』をもじって付けられたものである。執筆陣はノイラートの他、ルドルフ・カルナップ、バートランド・ラッセル、ニールス・ボーア、ジョン・デューイ、チャールズ・W・モリスなどであった。『統一科学百科全書』はウィーン学団参加者たちの主張をもとにして、すべての学問を体系的な仕方で定式化することを目標にしていたが、わずか2巻を刊行しただけに終わった。ある意味でノイラートは統一科学運動を通じて社会科学を、物理学や化学のように因果律に従って正確な予測を行う学問にしようとした。
1938年のアンシュルス後、マルクス主義者たちは亡命を余儀なくされた。ノイラートはまずオランダに亡命し、ハーグでムンダネウム協会を設立した。この地で妻のオルガが亡くなり、ノイラートはマリー・ライデマイスターを伴って無甲板船で他の亡命者とともに海峡を渡り、イギリスへ再亡命した。ノイラートは幸いにもイギリス中部ウルヴァーハンプトン近郊のビルストンで、同市の再開発に関する市議会顧問の職を得た。1945年死亡。後妻のマリーは1986年に亡くなるが、そのときまでアイソタイプ研究所の仕事を続け、ノイラートの遺稿の出版や彼がはじめたプロジェクトの完成に従事し、アイソタイプ方式を用いた児童向けの本を数多く執筆した。
ノイラートの著作やノイラートについての研究文献の多くはまだドイツ語でしか読めない。ただしノイラートは英語でも執筆は行っており、そこではチャールズ・ケイ・オグデンのベーシック英語を使用している。ノイラートの草稿はイギリスのレディング大学（University of Reading）に保管されている。

## 科学と言語の哲学
後期の主著の『物理主義』（Physicalism）において、ノイラートは論理実証主義者による統一科学運動の議論を換骨奪胎した。ノイラートは、概ね以下のように、実証主義者のプログラムの一般原則と概念的基礎について同意する点を述べている。
- 様々な学問によって与えられる知識の全てを包含する統一体系の構築すること
- 検証可能な科学的言明へと翻訳することが不可能な命題という意味での形而上学を絶対的に拒絶すること

また、言語一般に関する実証主義者が主張に幾つの点で反対し、特に初期ウィトゲンシュタインの基本的思想を部分的に拒否している。
まず、ノイラートは、言語と実在の同型性を無益な形而上的空想として退けた。そのような議論は、語と文がどのようにして外部世界を表象し得るかの説明を求めることにつながりかねないからである。代わりに、ノイラートは、言語と実在は一体であると考えた—つまり、実在とは言語活動において既に検証された文の総体にほかならず、文が「真」であるか否かは既に検証された文の総体との関係に応じて決まる、と言うのである。もしある文が検証済の文の総体と「調和」していない（言い換えれば、整合的でない）ならば、その文が偽とみなされるべきであるか、総体を構成する諸命題のいくつかに何らかの変更が不可欠であるかどちらかである。彼の考えでは真理とはこのように、世界内の物事やそのほかの実在にかかわるものというよりもむしろ、言語的主張相互の内的な整合性の問題とみなされる。その上、検証の基準は体系全体に適用されるべきであって、個々の文に適用されるべきではない。このような考え方は、クワインの「確証の全体論」に深い影響を与えた。
実際、言語とは本質的に全体論的であり従って科学的検証も全体論的であるということを、すでに海上のある船を改修しなければいけないことに喩えたノイラートの次の比喩は、クワインの著書“Word and Object”（日本語訳『ことばと対象』）によって有名になったのである。

われわれは、乗船中の船を大海原で改修しなければならない船乗りの様なものである。一から組み直すことなどできるはずものなく、梁を外したら間髪入れず新しい梁を付けねばならないし、そのためには船体の残りの部分を支保に利用するしかない。そういう具合に、古い梁や流木を使って船体全てを新しく作り上げることはできるものの、再構成は徐々にしかおこなえない。

また、ノイラートは、科学はセンスデータの用語によって再構築されるべきであるという意見にも反対した。科学の形式的再構築のための確実な基礎を提供するには、知覚経験は主観的過ぎるから、という理由である。彼の見解では、多くの実証主義者がまだ支持していた現象学的言葉遣いは、数学的な物理学の言語に置き換えられるべきである。時空座標に準拠する数学的物理学の用語を使えば、ここで必要な客観的定式化が可能になる。このような諸学への「物理主義的」アプローチは、諸学を物理的事実にかかわるさまざまな主張からなる一つの体系へと還元するから、形而上学の全ての残滓を除去するのを容易にするだろう。
最後に、ノイラートは、言語それ自体も、一定の秩序をもった音又は記号の連続によって構成されているのだから、一つの物理的体系であり、従って言語が自身の構造を記述することができるのは何の矛盾でもないと示唆した。
今日なお心の哲学をはじめとする形而上学において支配的な立場であるある種の物理主義は、これらのノイラートの思想によって、その基礎の形成を助けられた。

## ノイラートによる文献
- Neurath, O. 1912. The problem of the pleasure maximum. In Cohen and Neurath (eds.) 1983
- Neurath, O. 1913. The lost wanderers of Descartes and the auxiliary motive. In Cohen and Neurath 1983
- Neurath O. 1916. On the classification of systems of hypotheses. In Cohen and Neurath 1983
- Neurath, O. 1919. Through war economy to economy in kind. In Neurath 1973
- Neurath, O. 1920a. Total socialisation. In Cohen and Uebel 2004
- Neurath, O. 1920b. A system of socialisation. In Cohen and Uebel 2004
- Neurath, O. 1928. Personal life and class struggle. In Neurath 1973
- Neurath, O. 1930. Ways of the scientific world-conception. In Cohen and Neurath 1983
- Neurath, O. 1931a. The current growth in global productive capacity. In Cohen and Uebel 2004
- Neurath, O. 1931b. Empirical sociology. In Neurath 1973
- Neurath, O. 1932. Protocol statements. In Cohen and Neurath 1983
- Neurath, O. 1935a. Pseudorationalism of falsification. In Cohen and Neurath 1983
- Neurath, O. 1935b. The unity of science as a task. In Cohen and Neurath 1983
- Neurath, O. 1940. Argumentation and action. The Otto Neurath Nachlass in Haarlem 198 K.41
- Neurath, O. 1941. The danger of careless terminology. The New Era 22: 145?50
- Neurath, O. 1942. International planning for freedom. In Neurath 1973
- Neurath, O. 1943. Planning or managerial revolution. (Review of J. Burnham, The Managerial Revolution). The New Commonwealth 148?54
- Neurath, O. 1943?5. Neurath?Carnap correspondence, 1943?1945. The Otto Neurath Nachlass in Haarlem, 223
- Neurath, O. 1944a. Foundations of the social sciences. University of Chicago Press
- Neurath, O. 1944b. Ways of life in a world community. The London Quarterly of World Affairs, 29?32
- Neurath, O. 1945a. Physicalism, planning and the social sciences: bricks prepared for a discussion v. Hayek. 26th July 1945. The Otto Neurath Nachlass in Haarlem 202 K.56
- Neurath, O. 1945b. Neurath?Hayek correspondence, 1945. The Otto Neurath Nachlass in Haarlem 243
- Neurath, O. 1945c. Alternatives to market competition. (Review of F. Hayek, The Road to Serfdom). The London Quarterly of World Affairs 121?2
- Neurath, O. 1946a. The orchestration of the sciences by the encyclopedism of logical empiricism. In Cohen and. Neurath 1983
- Neurath, O. 1946b. After six years. Synthese 5:77?82
- Neurath O. 1946c. The orchestration of the sciences by the encyclopedism of logical empiricism. In Cohen and. Neurath 1983
- Neurath, O. 1973. Empiricism and sociology. Reidel
- Neurath, Otto,1939. Modern Man in the Making. Alfred A. Knopf.
- ?, 1946. From Hieroglyphics to Isotypes. Nicholson and Watson. Excerpts. Rotha (1946) claims that this is in part Neurath's autobiography.
- Neurath, Otto, Rudolf Carnap, and Charles W. Morris, eds. International Encyclopedia of Unified Science. University of Chicago Press.
- Marie Neurath and Robert Cohen, eds. Empiricism and Sociology. With a selection of biographical and autobiographical sketches by Popper and Carnap. Includes abridged translation of Anti-Spengler.
- Marie Neurath and Robert Cohen, with Carolyn R. Fawcett, eds. Philosophical Papers, 1913?1946.

## ノイラート関連文献
- Cartwright Nancy, J. Cat, L. Fleck, and T. Uebel, 1996. Otto Neurath: philosophy between science and politics. Cambridge University Press
- Cohen R. S. and M. Neurath (eds.) 1983. Otto Neurath: philosophical papers. Reidel
- Cohen, R. S. and T. Uebel (eds.) 2004. Otto Neurath: economic writings 1904?1945. Kluwer
- Nemeth, E., and Stadler, F., eds., "Encyclopedia and Utopia: The Life and Work of Otto Neurath (1882?1945)." Vienna Circle Institute Yearbook, vol. 4.
- O'Neill, John, 2003, "Unified science as political philosophy: positivism, pluralism and liberalism," Studies in History and Philosophy of Science.
- Rotha, Paul, 1946, "From Hieroglyphs to Isotypes".